# Фигурка на радиаторе

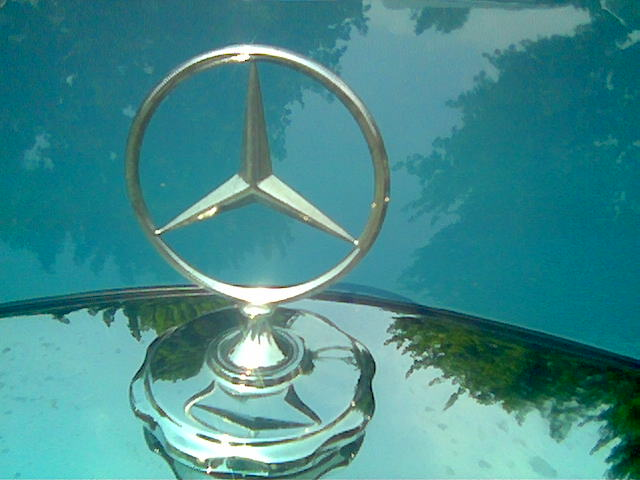
Эмблема Mercedes на капоте автомобиля

Фигурка на радиаторе (англ. Hood ornament) — расположенное на передней части капота автомобиля (чаще легкового) украшение, символизирующее его компанию-производителя. Стал использоваться практически с появлением первых автомобилей

## Примеры
Фигурка на радиаторе часто является отличительным элементом стиля и многие компании используют его как основной идентификатор бренда. Наиболее известны из них:
- Стилизованная птица на Avions Voisin[англ.]
- Буква «B» c крыльями на Bentley
- Крест и венок на Cadillac[2]
- Шар с крыльями на Horch
- Пятиконечная звезда в обрамлении на Chrysler
- Две буквы «M» в обрамлении на Maybach
- Прыгающий ягуар на Jaguar
- Четырёхконечная звезда в обрамлении на Lincoln
- Гончая собака на Lincoln (1927—1940)
- Трёхлучевая звезда в круге у Mercedes-Benz[3]
- Ракета на Oldsmobile[4]
- Лев на Peugeot
- Танцующий слон на Bugatti Type 41 Royale
- Статуэтка «Дух экстаза» на Rolls-Royce
- Меч в круге на Экскалибур[англ.]
- Буквы «ЗИЛ» (логотип «Завода имени Лихачёва») на ЗИЛ-4104
- Аист на Hispano-Suiza
- Медведь на ЯАЗ
- Олень на ГАЗ-21
- Летящий орёл на старых моделях Zimmer[англ.]

###### Галерея

Олень на ГАЗ-21 «Волга»
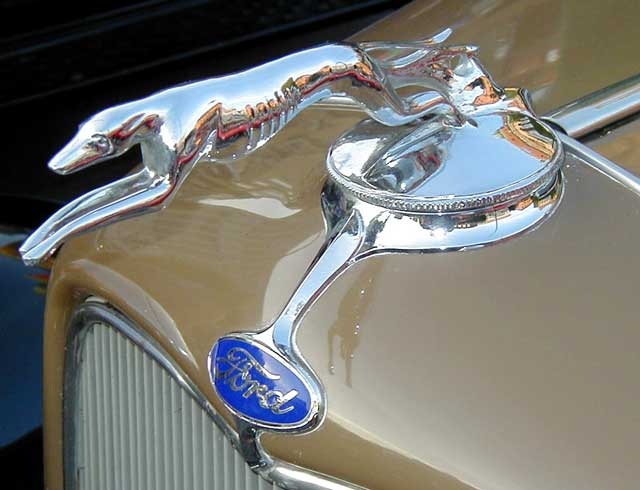
Гончая собака на Ford Model 48
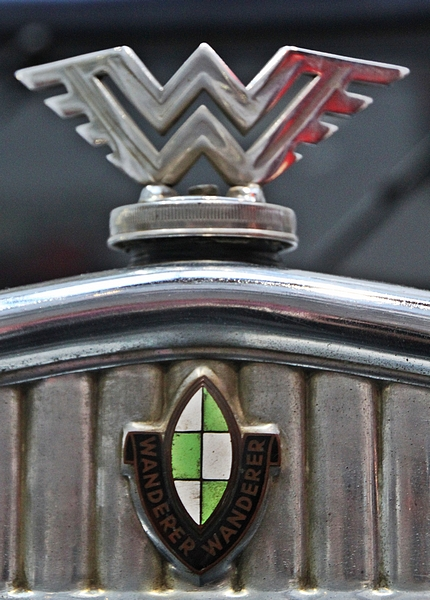
Wanderer W
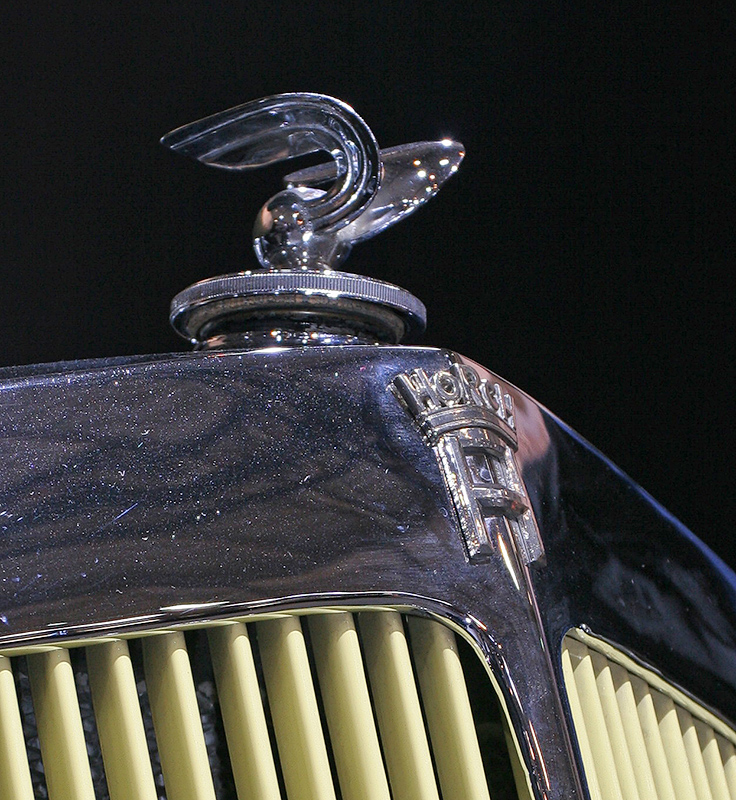
Horch - Flying ball
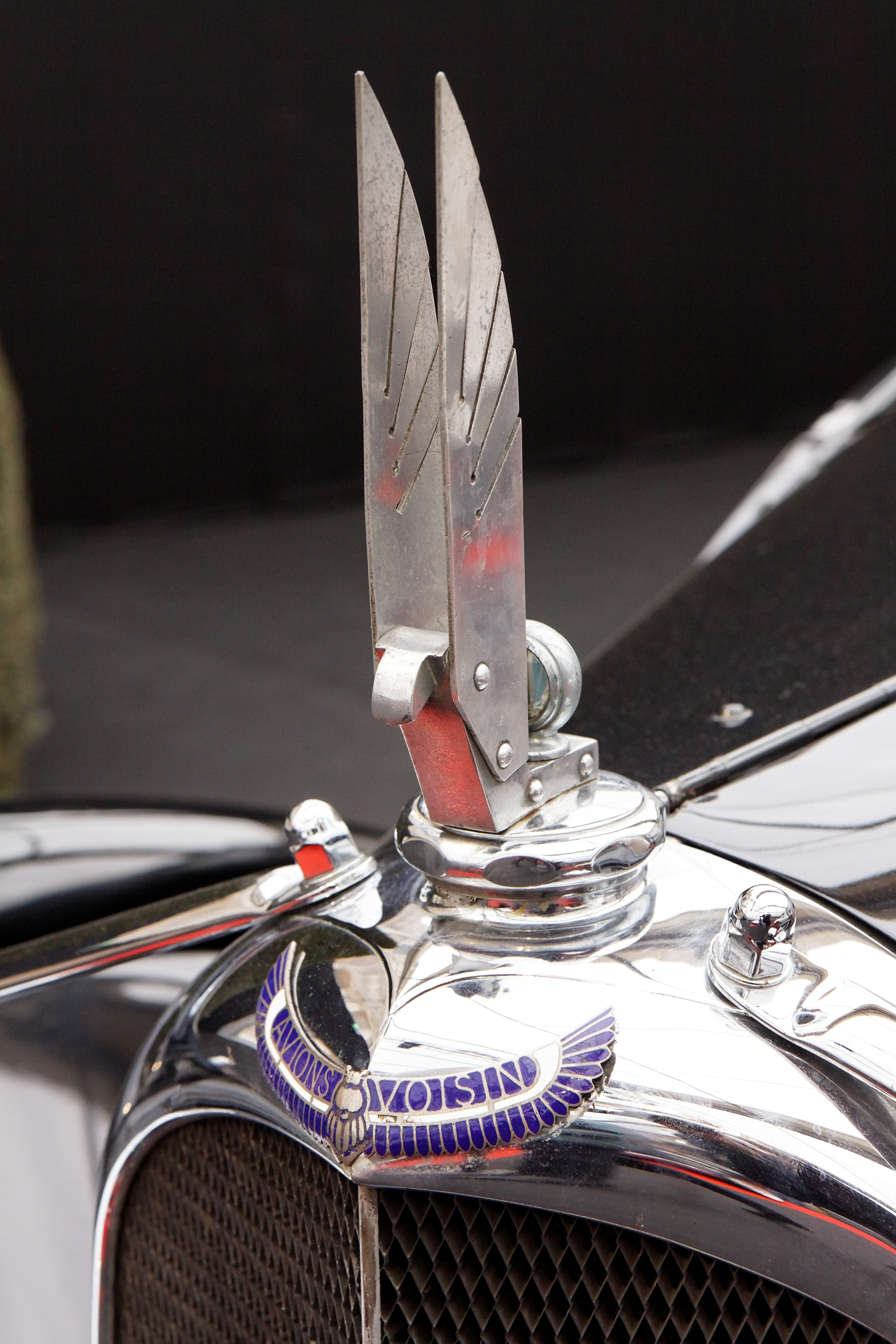
«Птица» на Avions Voisin
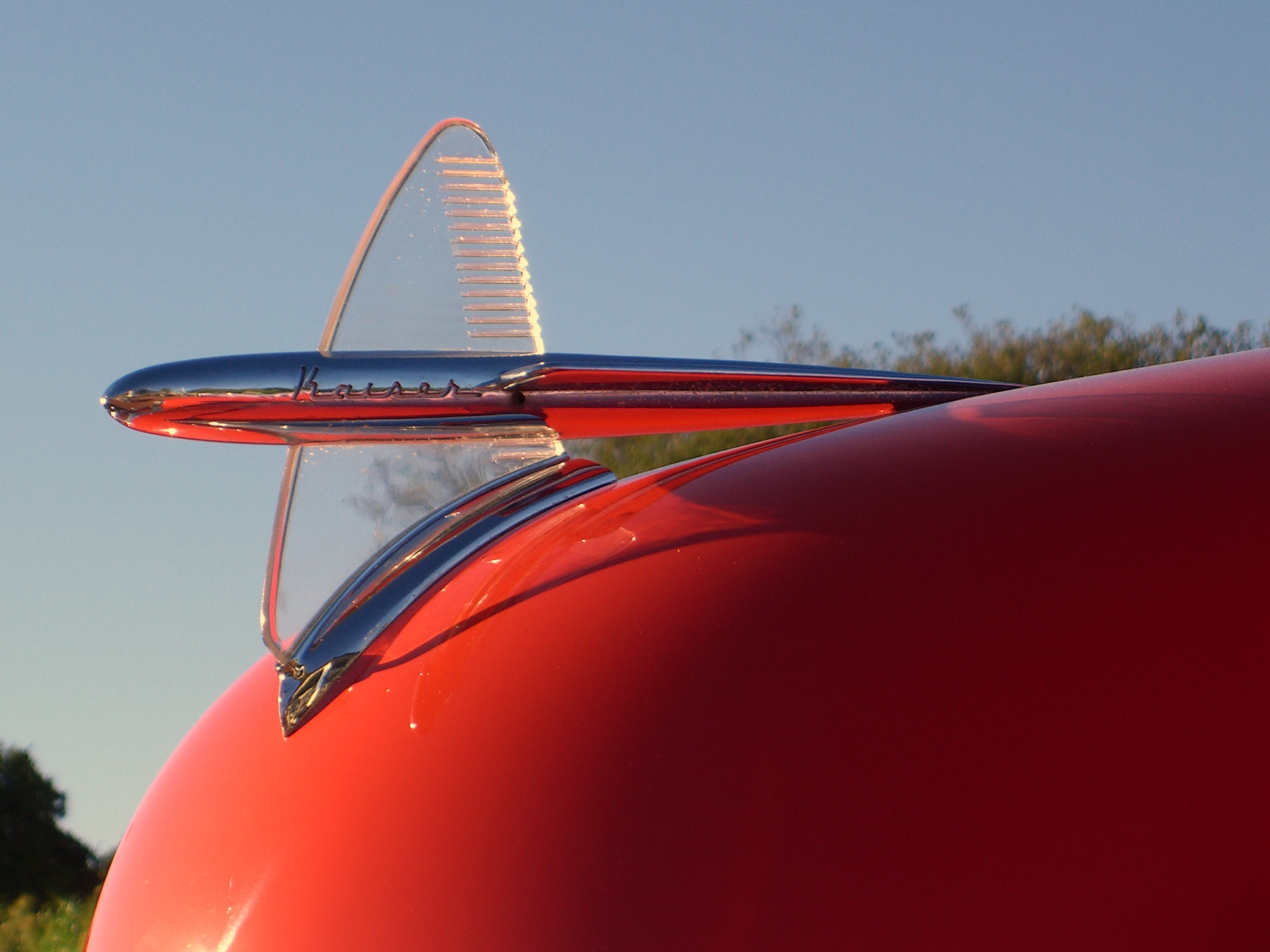
Рыба на 1949 Kaiser Virginian
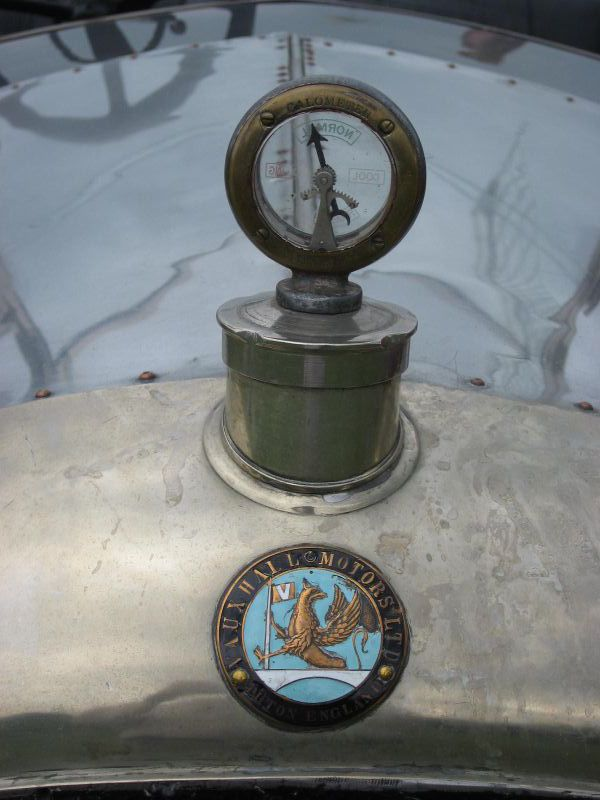
Vauxhall с указателем температуры воды
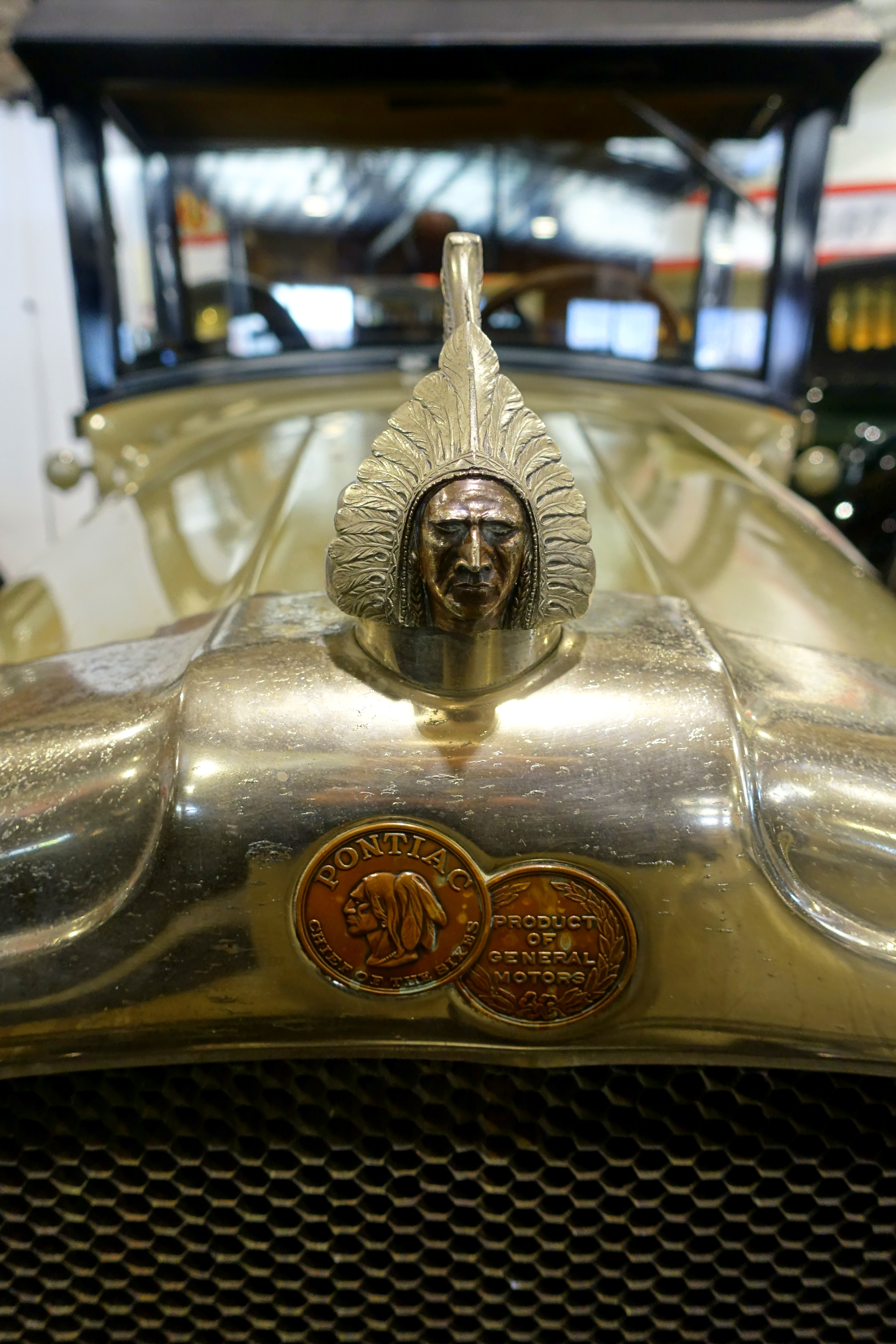
Индеец на Pontiac
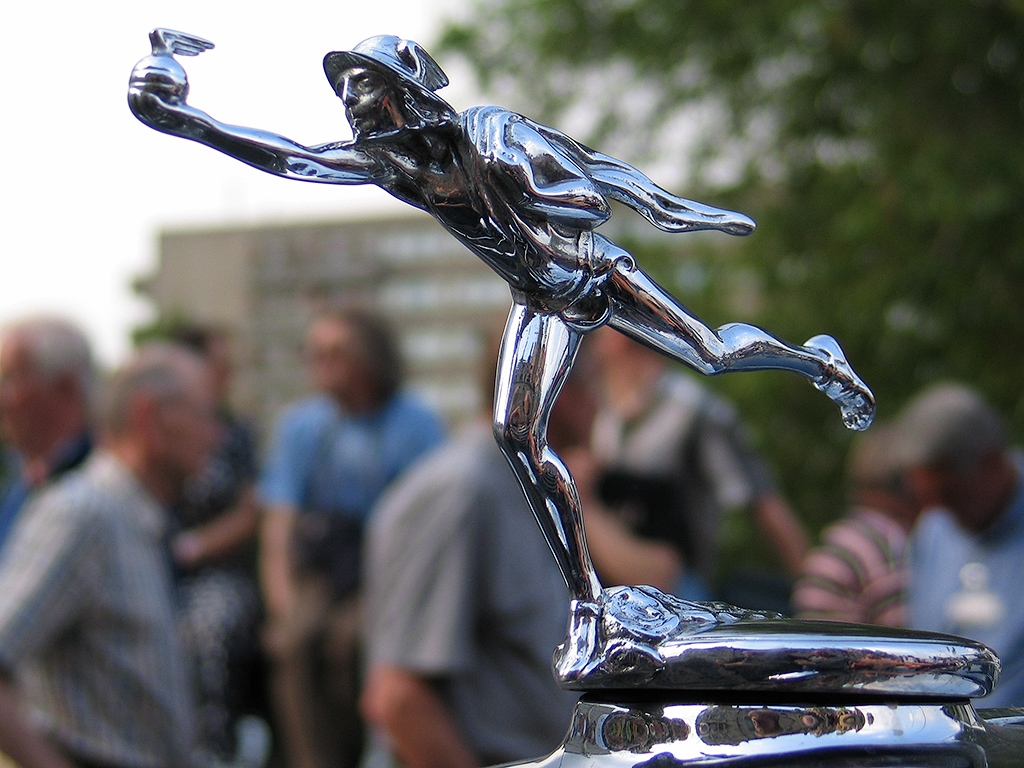
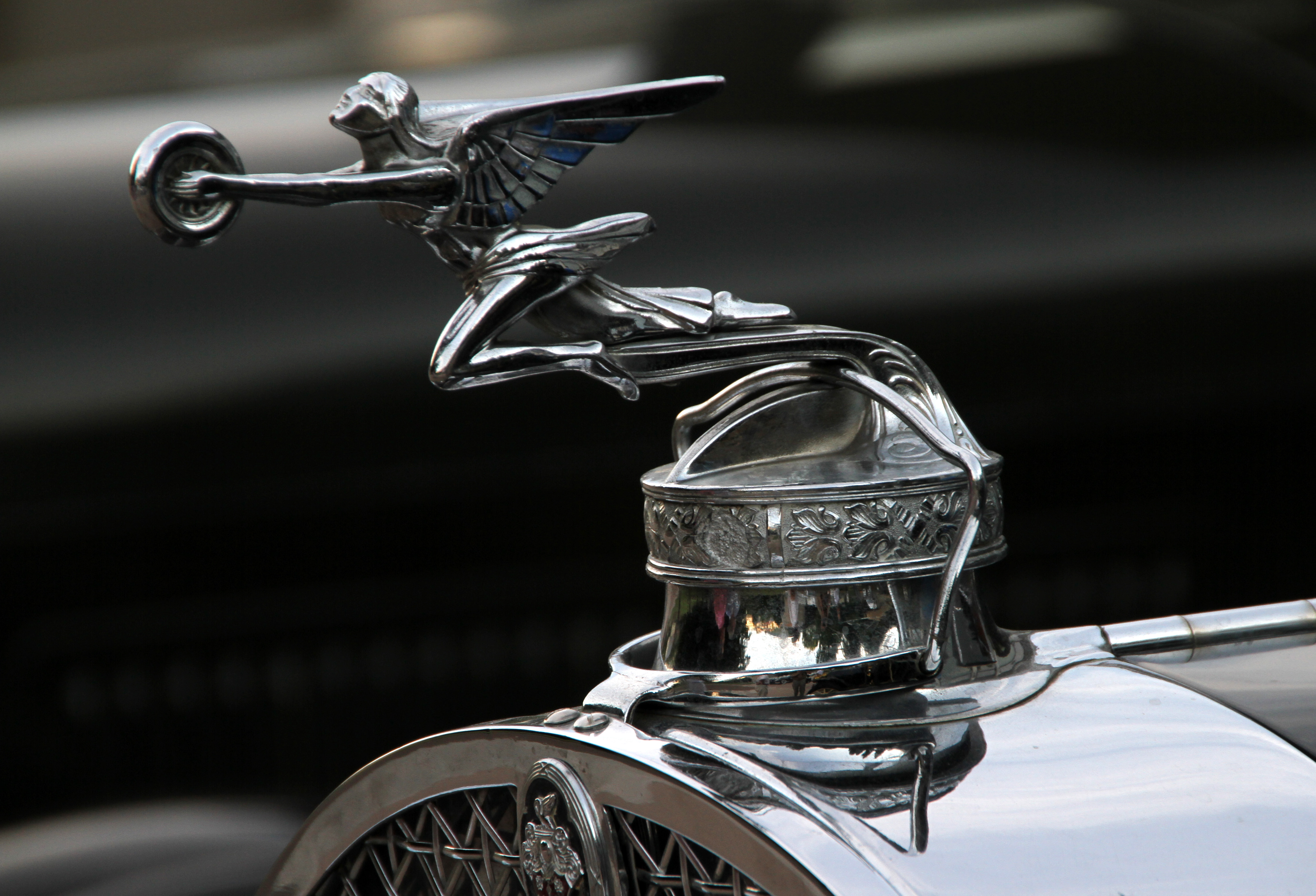
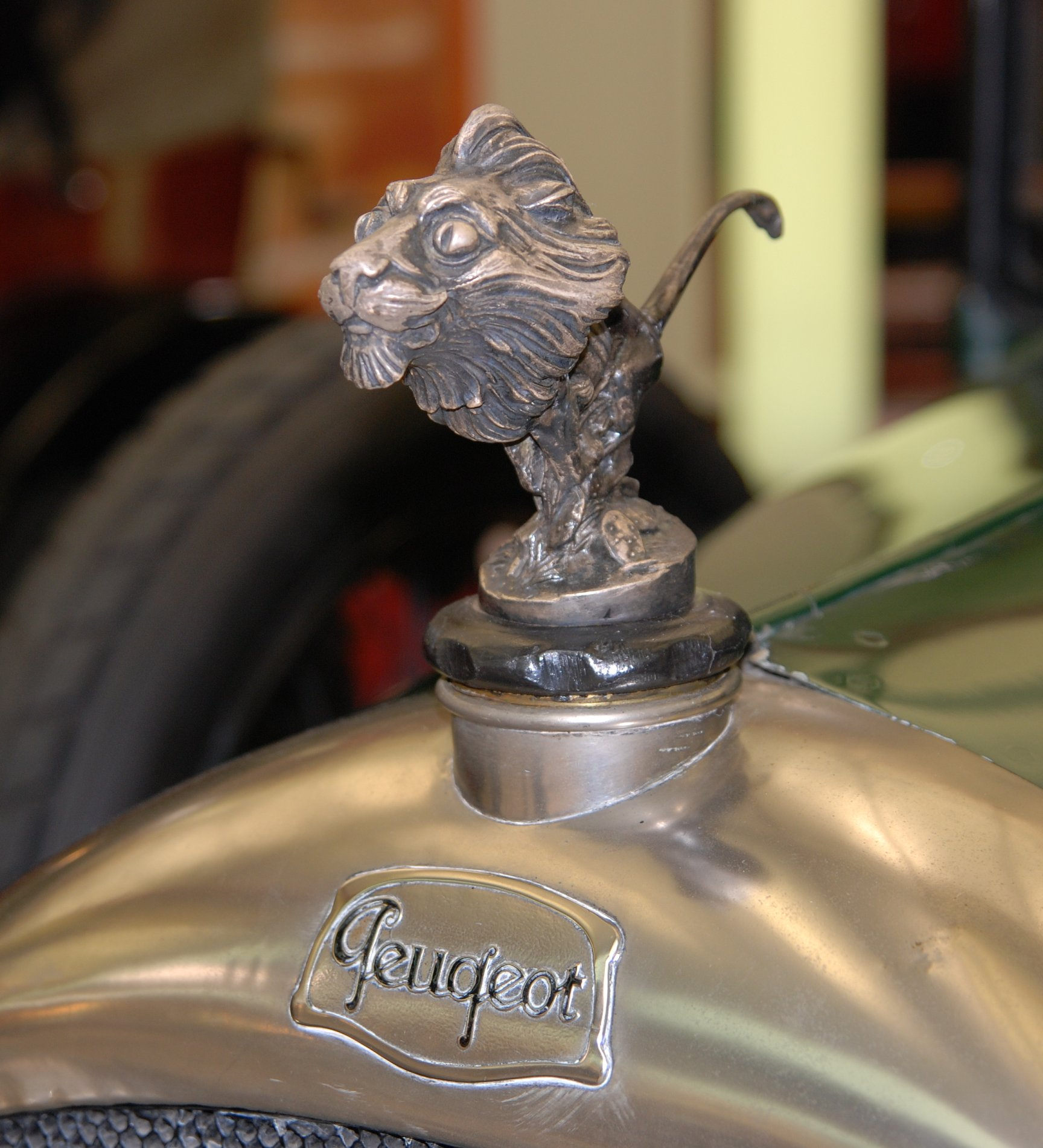
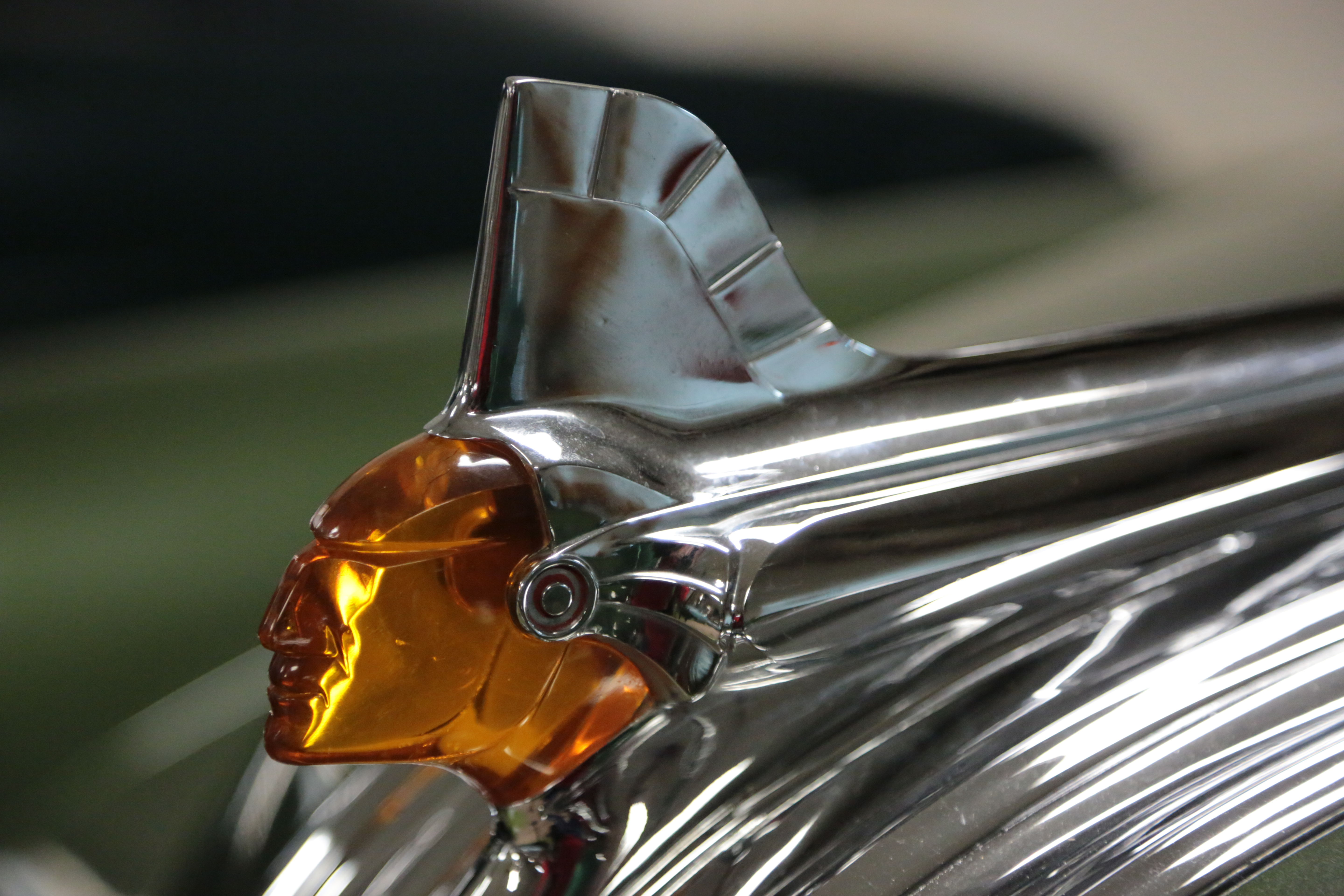
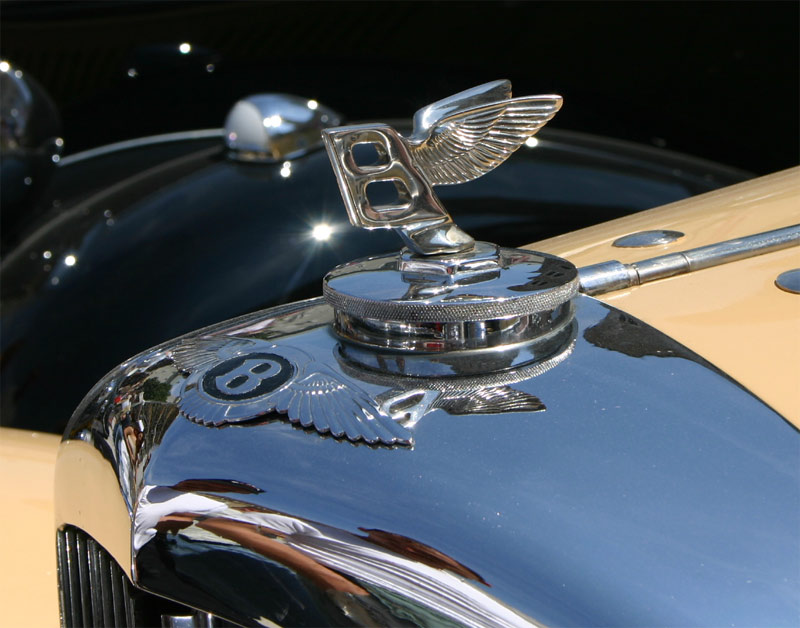
Bentley - Winged Betta

## История

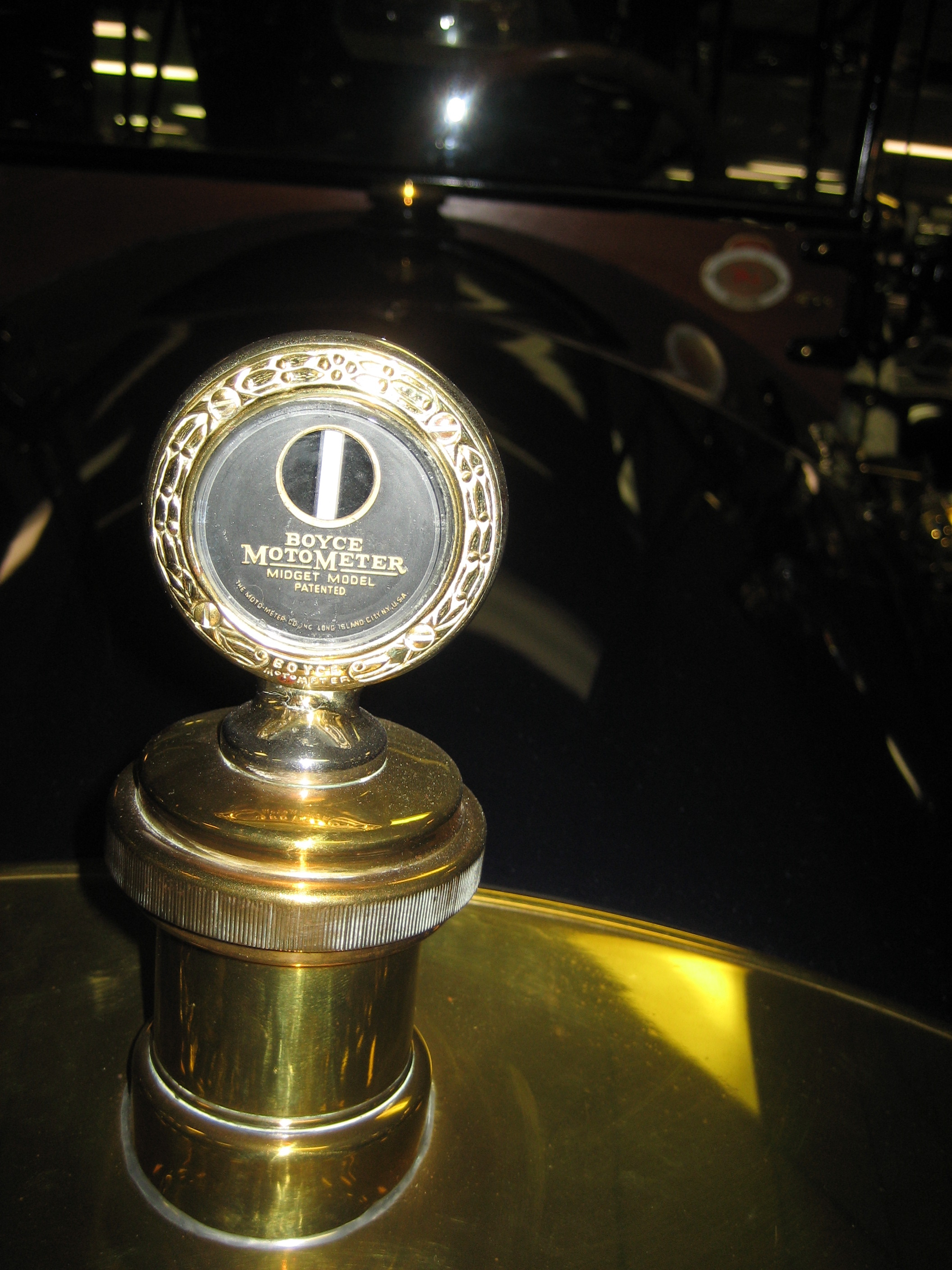
1913 Boyce MotoMeter

На заре автомобилестроения крышка радиатора находилась отдельно от капота сверху от радиаторной решётки и использовалась в качестве индикатора температуры охлаждающей жидкости двигателя. В 1912 году компания The Boyce Motormeter Company получила патент на крышку радиатора со встроенным термометром, который был видимым для водителя, с датчиком, который измерял тепло водяного пара, а не самой воды.
Многие автопроизводители захотели, чтобы их эмблема красовалась на крышке радиатора. Крышка радиатора была преобразована в художественную форму и стала способом индивидуализации автомобиля.
Фигурки на радиаторе пользовались большой популярностью в 1920-е, 1930-е, 1940-е и 1950-е годы. Как правило, отливались из латуни, цинка, бронзы и имели хромированную отделку. В годы, когда хром был недоступен, для отделки использовались серебро или никель. Некоторые из них также включали другие материалы, такие как пластик, а другие имели электрическую лампочку для освещения в ночное время.
Наиболее известные фигурки на радиаторе из стекла производила французская компания René Lalique, а также Sabino (Франция), Red Ashay (Англия) и Persons Majestic (США).
Первым советским автомобилем, получившим фигурку на радиаторе, стал ЗИС-101. Фигурка была в виде стилизованного развевающегося знамени со звездой. Последним советским автомобилем, имевшим фигурку на капоте (в виде оленя), стала ГАЗ-21 «Волга». Кроме того, до начала 2000-х годов на капоте автомобилей ЗИЛ-4104 размещалась фигурка, представляющая собой логотип завода.